# Caigua (Venezuela)
Caigua es una población ubicada al norte del estado Estado Anzoátegui en Venezuela. Era conocida como un poblado indígena con el nombre de Acuripacuar antes de ser fundada por el fraile  Don Juan Manuel Yangües que fungió como comisionado general de las misiones franciscanas de Píritu. Fue en Caigua, en la misión fundada por él, desde donde se planificaron muchas poblaciones misioneras del Oriente de Venezuela. Es la capital de la parroquia Caigua del Municipio Simón Bolívar del estado Anzoátegui. Fue fundada según la historiografía española, el 24 de marzo de 1667 por Fray Don Juan Manuel Yangües quien catequizó a un grupo de naturales que se encontraba bajo el mando del cacique Caigua. Es por este indígena que el asentamiento lleva tal nombre.
El pueblo de Caigua posee una iglesia declarada Patrimonio Histórico de Venezuela en 1960 por conservar signos de la época colonial, a pocos metros del templo se encuentra el Aljibe (actualmente en desuso) y las ruinas del Convento de Caigua, ambos lugares al igual que la iglesia se han convertido en atractivos turísticos de la zona.

## Historia

### Origen Etimológico
La población de Caigua debe su nombre al cacique Caigua que gobernaba esas tierras antes del proceso de catequización del fraile Don Manuel Yangües en 1667.La población de Caigua cuenta con tradiciones y un pasado que la convierten en una de las más estimadas reliquias coloniales del oriente venezolano.
Desde que los misioneros franciscanos llegaron a Píritu en el siglo XVII para evangelizar a los indígenas Palenques y Topocuares entre otros, siempre fue su intención fundar un pueblo en la comarca del hechicero y valiente cacique Caigua.Tal fundación se logró extraoficialmente el 24 de marzo de 1667 con la reunión del Cacique Caigua y fray Manuel Yangüez y oficialmente el 26 de marzo de 1667 cuando se celebró la primera misa en el sitio controlado por el cacique Caigua, denominado Caigua Patar o Caiguapatar, "Hogar o casa de Caigua" (un emplazamiento no muy alejado de la actual Caigua).Luego muchos españoles fueron conducidos por Fray Juan Solorzano en 1681 al sitio de Acuripacuar (actual Caigua), para así protegerse de los ataques de indígenas locales que se oponían a la presencia hispana en sus tierras ancestrales.
En la actualidad Caigua es un pueblo donde el sol, el trabajo y sus tradiciones nunca mueren. Es un pueblo famoso por los frutos de sus conucos y la cría de pollos y ganados que dan carnes y quesos de buena calidad; y también es famoso, por los rasgos y apellidos indígenas de sus familias que orgullosamente se encargan de mantener sus tradiciones a través de la colorida presentación ante las ruinas del convento franciscano y la iglesia de Jesús, María y José, de los bailes folklóricos el Mare Mare y el Espuntón, los 7 de enero de cada año cuando le rinden honores a su protector espiritual, el milagroso Divino Niño.

## Actividades religiosas
El 7 de enero es un día muy especial para la población de Caigua y sus vecinos, porque se lleva a cabo el cambio de festejadores, representados en el capitán y el festejador mayor. Esta ceremonia se inicia en la casa del capitán mayor, en donde se preparan los músicos para salir con la parranda por las calles, marcando el inicio de la festividad. Esta acción es repetida posteriormente por los festejadores entrantes. Aquí es importante señalar que los encargados del festejo, durante todo un año, representan a las familias que han hecho una solicitud previa para asumir la celebración. Zarina Troncoso de Lira, patrimonio cultural viviente del estado Anzoátegui, desde la década de los años 80, juega un papel fundamental en la ejecución de estas celebraciones de suma trascendencia, que le dejó su padre Ramón Natividad Troncoso Urbano.
Esta celebración es conocida como "Fiestas del Espuntón de Caigua", que según investigaciones realizadas cuenta aproximadamente con unos 150 años de historia y tradición. Los símbolos del Espuntón son la bandera nacional y una especie de vara tejida, que se ve adornada y lleva una lanza en una de sus puntas. se celebra la ceremonia donde el maestro de ceremonia entrega las imágenes de los santos a los organizadores de la fiesta del año siguiente, así como también el espuntón y la bandera nacional. El espuntón consiste en que "un grupo de danzarines aborígenes precedidos por un sujeto armado de una lanza enastada y de otro que acompasadamente iba tocando un vistoso tambor, aparecían en escena dando grotescos saltitos y reverenciando a un elemento, que haciendo las de Cacique Caigua, se encontraba sentado en el suelo con ambas piernas cruzadas. De inmediato el grupo rodeaba al Cacique y comenzaba a entonar un melancólico canto en su propia lengua…" (Salomón de Lima. Apalcuar. 1970:135). Al finalizar el ritual del Espuntón, frente a la sagrada familia, varios jóvenes se disfrazan de caribes o indígenas y con los símbolos de la bandera y el Espuntón, además de la iguana viva, danzan y cantan el Maremare en lengua cumanagoto.